# Disuguaglianza di Fano
Nella teoria dell'informazione, la Disuguaglianza di Fano mette in relazione l'equivocazione di un canale rumoroso con la probabilità d'errore nella decodifica di un simbolo ricevuto. È stata scoperta e dimostrata dallo scienziato Robert Fano.

## Disuguaglianza di Fano
Se le variabili aleatorie {\displaystyle X=x_{i}} e {\displaystyle Y=y_{j}} rappresentano i simboli (estratti da un alfabeto di M possibili simboli) in ingresso ed in uscita ad un canale rumoroso ed hanno una densità di probabilità congiunta {\displaystyle P(x,y)}, il canale è affetto da una probabilità di errore 
{\displaystyle P(e)=\sum _{i=0}^{M-1}\sum _{j\not =i}P(y_{j},x_{i})}
e la disuguaglianza di Fano si esprime allora come
{\displaystyle H(X|Y)\leq H(e)+P(e)\log(M-1),}
in cui
{\displaystyle H\left(X|Y\right)=-\sum _{i,j}P(x_{i},y_{j})\log P\left(x_{i}|y_{j}\right)}
è l'entropia condizionata, detta equivocazione in quanto rappresenta la quantità d'informazione media persa nel canale; e
{\displaystyle H\left(e\right)=-P(e)\log P(e)-(1-P(e))\log(1-P(e))}
è l'entropia binaria corrispondente ad una sorgente binaria stazionaria e senza memoria che emette il simbolo 1 con probabilità {\displaystyle P(e)} ed il simbolo 0 con probabilità {\displaystyle 1-P(e)}.
La disuguaglianza di Fano fornisce quindi un limite inferiore alla probabilità d'errore; si mostra infatti che se l'entropia di X eccede la capacità del canale è impossibile che l'informazione trasmessa attraverso il canale sia ricevuta con probabilità d'errore arbitrariamente piccola.

## Dimostrazione
Siano {\displaystyle X} e {\displaystyle Y} due variabili casuali e {\displaystyle {\tilde {X}}=f(Y)} un estimatore di {\displaystyle X} ottenuto dall'osservazione di {\displaystyle Y}. Sia {\displaystyle P(e)=P[X\neq {\tilde {X}}]} la probabilità di errore.
Si consideri la variabile casuale binaria {\displaystyle E} tale che:
{\displaystyle E={\begin{cases}1&{\mbox{se }}X\neq {\tilde {X}}\\0&{\mbox{se }}X={\tilde {X}}\end{cases}}}
che ha quindi una distribuzione del tipo {\displaystyle p_{E}=(1-P(e),P(e))}. 
Si consideri ora l'entropia:
{\displaystyle H(X,E|Y)=H(X|Y)+H(E|X,Y)=H(E|Y)+H(X|E,Y)}
{\displaystyle E} è funzione di {\displaystyle X} e {\displaystyle {\tilde {X}}} e di conseguenza di {\displaystyle X} e {\displaystyle Y}, da cui {\displaystyle H(E|X,Y)=0}. 

Si ottiene quindi
{\displaystyle H(X|Y)=H(E|Y)+H(X|E,Y)\leq H(e)+H(X|E,Y)\ \ \ \ {\mbox{   (1)}}}
sfruttando la disuguaglianza {\displaystyle H(E|Y)\leq H(E)=H(e)}.

A questo punto è possibile riscrivere {\displaystyle H(X|E,Y)} come segue:
{\displaystyle H(X|E,Y)=p_{E}(0)H(X|Y,E=0)+p_{E}(1)H(X|Y,E=1)\ \ \ \ {\mbox{  (2)}}}
per il quale il primo termine del membro di destra si annulla perché dato {\displaystyle E=0} l'incertezza sulla conoscenza di {\displaystyle X} è nulla, mentre per il secondo, sapendo a priori di avere un errore, vale la disuguaglianza
{\displaystyle H(X|Y,E=1)\leq \log(|{\mathcal {X}}|-1)}
dove {\displaystyle |{\mathcal {X}}|} è il numero di valori possibili che la variabile {\displaystyle X} può assumere.
Sostituendo {\displaystyle {\mbox{(2)}}} in {\displaystyle {\mbox{(1)}}} si ottiene:
{\displaystyle H(X|Y)\leq H(e)+p(e)\log(|{\mathcal {X}}|-1)}
dimostrando quindi l'asserto.